# Громадянин Ікс
«Громадянин Ікс» (англ. Citizen X) — телевізійний фільм, кримінальна драма режисера Кріса Джеролмо. Екранізація книги Роберта Каллена «The Killer Department». Премія Золотий глобус (найкраща чоловіча роль другого плану Дональду Сазерленду). Знімання картини пройшли в Угорщині.

## Сюжет
Дія картини відбувається в СРСР та Росії. Від 1978 року в різних районах Ростовської області починають зникати люди і виявляються понівечені тіла. Влада на місцях спочатку відмовляється вірити в те, що діє серійний убивця. 1982 року справу передають слідчому МВС лейтенанту Віктору Буракову. Курирує розслідування полковник Михайло Фетисов. Спочатку слідство йде помилковим слідом, вважаючи, що має справу з гомосексуальним педофілом. В області розпочинаються масові затримання гомосексуалів.
1984 року під час одного з розшукових заходів співробітники затримують Андрія Чикатило. При ньому виявлено мотузку та ніж. Проте його як члена партії відпускають. Порівняння аналізів крові та сперми також не довело його провини. Вбивства продовжуються. На Буракова зростає тиск, і в нього трапляється психологічний зрив. Влада в особі партійного функціонера Бондарчука наполягає на знятті його з посади. Однак Фетисов заступається за свого підлеглого. Фетисов повідомляє Бондарчуку, що, якщо той спробує звільнити слідчого, він оприлюднить неприємні для Бондарчука факти, що розкрилися під час облави на гомосексуалів.
Під час перебування в психіатричній клініці Бураков знайомиться з лікарем Олександром Бухановським. Бураков пропонує вперше в радянській практиці вдатися до допомоги психіатра. Фахівець готує для МВС докладний профіль убивці. У документі він називає його «Громадянин Ікс». Бухановський припускає, що «Громадянин Ікс» — доброчесний на вигляд громадянин гетеросексуальної орієнтації, сім'янин, можливо, з деякими проблемами з потенцією.
1990 року, з початком перебудови та гласності, Фетисов стає генералом і керівником МВС області, а Бураков — полковником. Починається наймасштабніша в історії радянських правоохоронних органів операція «Лісосмуга», внаслідок якої нарешті вдається встановити винного і затримати Андрія Чикатило. Чикатило на допитах не визнає своєї провини і всіляко затягує час. 28 листопада 1990 року слідчі запрошують до розмови із затриманим Бухановського. Лікар зачитує Чикатило його профіль і починає розпитувати про деякі подробиці звірячих убивств дітей із сексуальним контекстом. Чикатило не витримує і в сльозах зізнається в скоєному.
Картина закінчується сценою розстрілу Андрія Чикатило в Новочеркаській в'язниці в лютому 1994  .

## У ролях
| Актор             | Роль                      |
| ----------------- | ------------------------- |
| Стівен Рі         | слідчий Віктор Бураков    |
| Дональд Сазерленд | полковник Михайло Фетисов |
| Макс фон Сюдов    | Олександр Бухановський    |
| Джеффрі ДеМанн    | Андрій Чикатило           |
| Джон Вуд          | Горбунов                  |
| Джосс Екленд      | Бондарчук                 |
| Раду Амзулеску    | Федеренко                 |
| Андраш Балінт     | Ігнатьєв                  |
| Іон Карамітру     | Татевський                |
| Імелда Стонтон    | дружина Буракова          |

## Нагороди
- CableACE Award
  - Найкращий фільм або міні-серіал
  - Найкращий актор другого плану у фільмі або мінісеріалі (ДеМанн)
- Премія Едгара Аллана По
  - Найкращий міні-серіал або телевізійна постановка (Джеролмо)
- Прайм-таймова премія «Еммі»
  - Найкращий актор другого плану в міні-серіалі або телевізійній постановці (Сазерленд)
- Золотий глобус
  - Найкращий актор другого плану в міні-серіалі або телевізійній постановці (Сазерленд) (перемога)
  - Найкращий мінісеріал або телевізійна постановка (номінація)
- Кінофестиваль у Сіджасі
  - Найкращий фільм[7]